# U-26 (Kriegsmarine)
U-26 je bila nemška vojaška podmornica Kriegsmarine, ki je bila dejavna med drugo svetovno vojno.

## Tehnični podatki
| Kategorije                                    | Podatki                       |
| --------------------------------------------- | ----------------------------- |
| Teža (t): na površju pod površjem polna Teža  | 862 983 1.200                 |
| Dolžina (m) - tlačni trup (m)                 | 72,39 - 50,20                 |
| Širina (m) - tlačni trup (m)                  | 6,21 - 4,28                   |
| Izpodriv (m)                                  | 4,30                          |
| Višina (m)                                    | ?                             |
| Moč (hp): na površju pod podvršjem            | 3.080 1.000                   |
| Hitrost (vozlov): na površju pod podvršjem    | 18,6 8,3                      |
| Doseg (milja/vozel): na površju pod podvršjem | 7.900/10 78/4                 |
| Torpeda/Torpedne cevi                         | 14/6 (4 na premcu, 2 na krmi) |
| Krovni top (mm)                               | 105                           |
| Mine                                          | 28 TMA                        |
| Posadka                                       | 44-46                         |
| Maksimalni potop (m)                          | 200                           |